# Charlie Pace
Charlie Pace es uno de los personajes principales de la serie de televisión estadounidense Lost, interpretado por el actor Dominic Monaghan.

## Reseña
Charlie Pace es una estrella del rock venida a menos que tocaba en una banda llamada Drive Shaft junto a su hermano Liam, quien cayó en el mundo de la droga e hizo que su hermano siguiera el mismo camino; aunque para él lo importante era la música. A lo largo de la historia Charlie va recordando sus momentos en la banda y su vida pasada, entre ellos cuando robaba para conseguir droga. Entre sus flashbacks también aparece la historia de cuando intentó dejar las drogas y conseguir un puesto respetable por una chica. Justo antes del accidente, Charlie había volado a Sídney, donde vivía ahora un rehabilitado Liam junto a su familia. Iba a proponerle volver a juntarse como grupo y hacer una gira.
En la isla, Charlie está intentando, con la ayuda de Locke, dejar su adicción a la heroína, pero es muy duro para él.
Tiene una relación especial con Claire, a la que cuida, así como al bebé de ella, Aaron.
En su mano izquierda tiene, en 4 dedos, "vendas" y en cada una de ellas tiene escrito F-A-T-E (destino), aunque lo cambió por L-A-T-E (tarde, atrasado).
Este personaje combina lo dramático (su drogadicción) y lo cómico (sobre todo en sus escenas con Hurley).

## Temporada 1
- Su primera aparición en la serie tiene lugar en el caótico escenario producido por el avión recién estrellado. Nos enteramos de su nombre cuando Sayid se lo pregunta y le pide ayuda para encender un fuego.
- Participa en la primera expedición con Jack y Kate pues quería recuperar su droga escondida en el baño de la cabina del avión.
- También va en la segunda expedición en la que escuchan el mensaje de una francesa.
- Deja su adicción a la heroína, con la ayuda de Locke.
- Su momento más crítico en la isla, fue cuando, Ethan, le secuestró y apareció ahorcado de un árbol.
- Cuando Claire regresa, Ethan le ordena que la entregue o si no irá matando, uno a uno, al resto de supervivientes. Charlie intenta hacer todo lo posible por mantener a Claire al margen, pero finalmente es usada de carnada para atraer a Ethan y Charlie no es aceptado en el grupo que debería protegerla. Sin embargo esto no impide que se haga con un arma y mate a Ethan.
- En los últimos episodios, con la ayuda de Sayid rescata a Aaron, quien había sido secuestrado por Rousseau, la francesa. En el transcurso del rescate, cae en una trampa de la francesa y recibe una herida encima de la ceja que sangra mucho. Sin embargo, esto no le hace desistir y pide a Sayid que se la cure como si estuvieran en mitad de una batalla. Por esto, el antiguo soldado le echa pólvora en la herida y le prende fuego, lo que produce gran dolor a Charlie y le dejará una cicatriz.

## Temporada 2
- Debe enfrentarse a su adicción a la heroína al encontrar, en los restos de un avión, estatuillas de virgen que contenían droga.
- En el último capítulo de esta temporada, tras la explosión de la estación Cisne, vuelve al campamento en la playa, pero parece no recordar nada de lo acontecido en la estación.
- A lo largo de la temporada pierde la confianza de Claire, quien creía que estaba drogándose. Su relación alcanza un punto crítico cuando en el capítulo 12, "Fuego+Agua", Charlie tiene visiones en las que se le avisa que debe salvar a Aaron, por lo que una noche lo rapta para bautizarle, pero los demás sólo ven el peligro en el que ha puesto al niño. Devuelve el bebé a Claire quien está muy enfadada con él. A continuación, Locke le pega, producciéndole una herida que le dejará cicatriz. Esto llevará a Charlie a que más adelante se alíe con Sawyer para vengarse de Locke y dejarle en ridículo. Sin embargo, su relación con Claire cambiará para mejor ya que en los últimos capítulos se puede ver que, durante el entierro de Ana Lucía y Libby, ella le coge la mano y, en el último episodio, se besan.

## Temporada 3
- Sigue sin recordar qué pasó en la explosión de la estación Cisne.
- Desmond le dice que va a morir. Enfrenta a su muerte arrojándose en camioneta de la Iniciativa DHARMA encontrada por Hurley por una pendiente hacia una rocas y al momento de estrellarse contra las mismas, la antigua camioneta logra enceder su motor y ambos se salvan.
- Desmond le salvará la vida nuevamente en un viaje al interior de la selva donde el propio Desmond ha tenido la visión de que alguien vendrá a la isla. Le salva la vida de una de las trampas de Rousseau, de un rayo que cayó del cielo y de morir ahogado al intentar rescatar a Claire.
- Nadia, la enamorada de Sayid, lo llama héroe al salvarle de un ladrón en el episodio Grandes Éxitos. También en ese capítulo recuerda el momento en que su hermano mayor le entrega el anillo familiar DS, el momento en que escuchó la banda Drive Shaft en la radio, el momento en que su padre lo enseña a nadar de pequeño y la noche que conoció a Claire.
- Charlie muere en una escotilla submarina por una granada de Mijaíl que atraviesa la única ventana de la habitación provocando su inundación y el ahogo de Charlie cuando desactiva el bloqueo del sistema de radio y logra comunicarse con Penny y antes de morir consigue avisar a Desmond de que el carguero Kahana no es el barco de Penny.
- A pesar de que se ha confirmado su muerte, Charlie apareció en un flashforward de la Cuarta Temporada.

## Temporada 6
A mitad del vuelo, Charlie se tragó su alijo de heroína en uno de los servicios del avión de la sección media. Estuvo en el baño durante media hora antes de llamar la atención del personal de la aerolínea, que pidieron la ayuda de Jack Shephard cuando notaron que algo iba mal. Cuando Charlie no respondía a los golpes en la puerta, Sayid Jarrah la derrumbó de una patada. Charlie estaba inconsciente, y los intentos para reanimarlo eran inútiles hasta que Jack fue capaz de sacar la bolsita de plástico alojada en la garganta de Charlie. Después de despertarse, Charlie en lugar de agradecérselo, afirmó que estaba «destinado a morir». Le esposaron y fue detenido cuando el avión aterrizó. Liam lo fue a buscar a la comisaría aunque Sawyer no quiso ayudarlo alegando que no era su departamento. Es sacado de la cárcel por Desmond, quién lo iba a buscar para levarlo a un concierto organizado por Daniel Widmore. Charlie no le prestó atención a Desmond y pasó por una calle llena de autos sin miedo a morir. Al cruzar se metió a un bar y pidió una cerveza. Luego Desmond llegó y también pidió una. Charlie le pregunta a Desmond si es feliz, y Desmond comienza a hablar todas las cosas materiales que posee, pero Charlie dice que está hablando de algo espectacular: el amor. Charlie le dice a Desmond que estaba a punto de morir en un avión ahogado por heroína cuando de pronto vio a una mujer hermosa y rubia (insinuando que es Claire). Pero le dice que se sintió demasiado real. Entonces Desmond le dice a Charlie que lo real es elegir entre ir al concierto o quedarse en el bar.
En camino al concierto, Charlie le ofrece a Desmond elegir entre salir del vehículo o dejar que este le muestre de lo que está hablando. Desmond no tiene tiempo para decidir, cuando Charlie mueve rápidamente el volante haciendo que el vehículo en donde se encuentran se caiga al mar. Desmond logra salir del auto, e intenta sacar a Charlie del vehículo, quien pone su mano en el vidrio, y en ese momento Desmond recuerda el momento de la muerte de Charlie. Luego Charlie aparece corriendo en el hospital y Desmond comienza a perseguirlo. Al alcanzarlo, le pregunta a Charlie quién es Penny y le dice que vio «algo». Charlie le dice que lo deje tranquilo, y que comience a preocuparse por esa «Penny». Charlie se encuentra drogado y alcoholizado en un motel, cuando Hurley llega a buscarlo. Hurley trata de convencer a Charlie de ir al concierto, pero este se niega. Entonces Hurley le dice que lamenta que esto tenga que ser por las malas, y le dispara un dardo tranquilizante para hacer que este se desmaye.
Charlie despierta en un sillón por Charlotte quién le pregunta si él es el músico. Charlie coqueteándole le pregunta que como sabe, y ella le muestra que lleva un papel pegado a su camisa que dice «músico». Charlie dice que lo último que recuerda es haber sido disparado por un hombre «gordo». Luego Charlie sale al escenario disponiéndose a tocar cuando ve a Claire y se sorprende. Entonces ve cómo Claire comienza a tener contracciones.
Llega en medio del parto de Claire quién está siendo socorrida por Kate. Esta le pide a Charlie mantas y agua. Luego de un momento, Charlie vuelve y dice que encontró mantas pero no agua. Entonces, Claire reconoce a Charlie, y se besan apasionadamente. Luego Charlie reconoce a Aaron y la familia vuelve a estar unida.
Luego aparece en la iglesia junto a Claire y los demás. Abrazando a todos y riéndose.

## Similitudes con Oasis
- Es de Mánchester.
- Su hermano se llama Liam.
- Aparece cantando Wonderwall en los episodios  "Flashes Before Your Eyes" y "Greatest Hits".
- En su banda (Drive Shaft) es el bajista, compositor principal y la voz secundaria, así como su hermano es el cantante.
- Liam Peace se refiere a sí mismo como 'el payaso de la cara bonita', mismo apodo de Liam Gallagher en la realidad.
- Peleas entre hermanos son frecuentes.
- Su relación con las drogas.
- La clásica postura de ambos Liams a la hora de cantar.
- Su gran éxito 'You all everybody' tiene acordes muy similares a 'Rock and Roll Star' de Oasis.

- Datos: Q51334